# مسعود بزشكيان
مسعود بزشكيان (بالفارسية: مسعود پزشکیان) (مواليد 29 سبتمبر 1954) هو رئيس إيران منذ 28 يوليو 2024، ينتمي للتيار الإصلاحي في إيران، قبيل انتخابه مثَّل دائرة مقاطعة تبريز وأوسكو وأذرشهر في البرلمان الإيراني وشغل منصب النائب الأول لرئيس مجلس النواب في دورته العاشرة (2016-2020). ووزير أسبق للصحة في إيران (2001-2005) في حكومة الرئيس محمد خاتمي. ترشح سابقاً للانتخابات الرئاسية عام 2013 لكنه انسحب، وترشح مرة أخرى في انتخابات 2021 لكن رُفض ترشيحه. ترشح في الانتخابات الرئاسية الإيرانية لعام 2024 وفاز بها.

## النشأة وتعليمه
ولد بزشكيان في 29 سبتمبر 1954 في مهاباد لأب إيراني أذري ولد في قصر شيرين وأم كردية إيرانية. أكمل تعليمه الابتدائي في مسقط رأسه مهاباد ثم ذهب إلى أرومية وحصل على دبلوم في الصناعات الغذائية من كلية أرومية الزراعية. وفي عام 1973 بعد حصوله على الشهادة انتقل إلى زابول في محافظة سيستان وبلوشستان لأداء الخدمة العسكرية الإلزامية. اهتم بدراسة الطب خلال تلك الفترة. عاد إلى مدينته بعد انتهاء خدمته والتحق بكلية الطب ليتخرج فيها بتخصص الطب العام. خلال الحرب العراقية الإيرانية (1980-1988)، زار بزشكيان الخطوط الأمامية بشكل متكرر، حيث كان مسؤولاً عن إرسال الفرق الطبية وعمل مقاتلًا وطبيبًا. أنهى بزشكيان دورة الممارس العام في عام 1985، وبدأ تدريس علم وظائف الأعضاء في كلية الطب.
بعد الحرب، واصل تعليمه وتخصص في الجراحة العامة في جامعة تبريز للعلوم الطبية. في عام 1993 حصل على تخصص فرعي في جراحة القلب من جامعة إيران للعلوم الطبية. وعمل في مستشفى الشهيد مدني للقلب في تبريز، أصبح فيما بعد متخصصًا في جراحة القلب، مما أدى به إلى أن يصبح رئيسًا لجامعة تبريز للعلوم الطبية في عام 1994، وهو المنصب الذي شغله لمدة خمس سنوات. وهو رئيس تحرير مجلة أبحاث القلب والأوعية الدموية والصدر، التي يصدرها مركز أبحاث القلب والأوعية الدموية بجامعة تبريز للعلوم الطبية.

## حياته المهنية
بدأت رحلة بزشكيان السياسية عندما انضم إلى إدارة محمد خاتمي نائبا لوزير الصحة في عام 1997. وعين بعد أربع سنوات وزيراً للصحة في الفترة من 2001 إلى 2005. انتخب لعضوية البرلمان الإيراني خمس مرات منذ ذلك الحين، ممثلا تبريز، وشغل منصب النائب الأول لرئيس مجلس النواب من 2016 إلى 2020.
بزشكيان هو مدرس قرآن، وقارئ لنهج البلاغة، الذي هو خطب لعلي بن أبي طالب فيعد نصًا رئيسيًا للمسلمين الشيعة. وهو أيضًا عضو في جمعية الصداقة الإيرانية التركية.

## رئاسة الجمهورية

### الانتخابات
ترشح بزيشكيان للانتخابات الرئاسية الإيرانية لعام 2024 التي أجريت مبكراً بعد مقتل الرئيس الإيراني إبراهيم رئيسي في حادث تحطم طائرة، وقد قبل ترشحه وتنافس مع ثلاثة مرشحين بعد انسحاب اثنين منهم، وأجريت الجولة الأولى للانتخابات يوم الجمعة 28 يونيو 2024. وأظهرت النتائج الرسمية للجولة الأولى تأهل كل من بزشكيان وسعيد جليلي اللذان تنافسا خلال الجولة الثانية في 5 يوليو.
وقد أجريت الجولة الثانية في 5 يوليو 2024 بنسبة مشاركة بلغت 49.8 % وهي أعلى منها في الجولة الأولى، تنافس فيها المرشحان وأظهرت نتائج الانتخابات التي أعلنتها وزارة الداخلية الإيرانية صباح اليوم التالي 6 يوليو 2024 فوز مسعود بزشكيان بمنصب رئيس الجمهورية متقدماً بنسبة تقارب 55 % على منافسه سعيد جليلي الذي حصل على نسبة 45%.

### خطاب الفوز
استهلّ الرئيس الإيراني الجديد مسعود بزشكيان عمله بخطابٍ اختار له أن يكون من ضريح الخميني في العاصمة الإيرانية طهران، وأمام حشدٍ من المواطنين والمسؤولين، أكّدَ في خطابه أن تحدياتٍ كبيرةٍ تواجه إيران اليوم ولكنه سيواجهها بالحوار والانفتاح والوحدة الوطنية. ووعد بأنه وفريق عمله سيكونون في خدمة الشعب الإيراني من أجل مواصلة مسيرة الشهداء في البناء والعمل. وزار بزشكيان علي خامنئي الذي تمنّى له التوفيق مقدّما له بعض التوصيات.

### تنصيبه
سلّم المرشد الإيراني علي خامنئي مقاليد السلطة للرئيس المنتخب مسعود بزشكيان في حفل اجري في حسينية الخميني بطهران يوم الأحد 28 يوليو 2024 لتبدأ رسميا الدورة الـ14 لرئاسة الجمهورية في إيران، استهل بزشكيان عمله بخطاب وضح فيه سياسته في الحكم تلاه خطاب خامنئي.
وأدّى مسعود بزشكيان، يوم الثلاثاء 30 يوليو 2024، اليمين الدستورية رئيسًا لإيران أمام البرلمان الإيراني بحضور عدد من الضيوف الإقليميين والدوليين.
وقال بزشكيان في القسم الذي تلاه أمام رئيس السلطة القضائية: "أتعهد بأن لا أدخر أي جهد في سياق حراسة الحدود والدفاع عن الاستقلال السياسي والاقتصادي والثقافي للبلاد، وتنفيذ المهام التي أودعها الشعب الإيراني في ذمتي".

## آراؤه

### الحرس الثوري الإيراني
يعد بزشكيان من مؤيدي الحرس الثوري الإيراني، وقد وصف الحرس الثوري الإيراني الحالي بأنه «مختلف عن الماضي». وأدان إعلان الولايات المتحدة الحرس الثوري الإيراني منظمةً إرهابيةً في عام 2019. وبعد إسقاط إيران لطائرة أمريكية بدون طيار عام 2019، وصف بزشكيان الحكومة الأمريكية بأنها إرهابية ووصف تصرفات الحرس الثوري الإيراني باستهداف الطائرة دون طيار بأنها «لكمة قوية على الأفواه». من زعماء أمريكا الإجرامية. وفي اجتماع بالجامعة وردًا على بعض الانتقادات، ارتدى بزشكيان زي الحرس الثوري الإيراني، وقال إنه سيرتديه مرة أخرى.

### انتقاده للنظام
انتقد بزشكيان النظام الإيراني عدة مرات، خلال الاحتجاجات التي أعقبت الانتخابات الرئاسية عام 2009، انتقد بزشكيان في خطاب له طريقة معاملة المتظاهرين. وقد ذكر في كلمته قول الإمام علي الموجه إلى مالك الأشتر: «لا تعاملوا الناس كالحيوان».
واعتبر بزشكيان أسلوب إيران في إدارة احتجاجات 2018 «خاطئا علميا وفكريا». وألقى باللوم على نظام البلاد في كل الأحداث وقال: «كان ينبغي علينا أن نفعل ما هو أفضل». وبعد احتجاجات 2022، طالب بزشكيان بتشكيل فريق تقييم وتوضيح بشأن الحادثة. ورغم أنه اعتبر طريقة التعامل مع المتظاهرين ومحاكمتهم مخالفة للدستور وطالب المتهمين بالاستعانة بمحامين، إلا أنه أصدر لاحقا بيانا أدان فيه الاحتجاجات ولم يعتبرها في مصلحة الشعب.

### وجهة نظره العرقية
ويطالب بزشكيان بتطبيق المادة 15 من الدستور الإيراني على كافة القوميات. الذي ينص على: «اللغة والكتابة الرسمية والمشتركة لشعب إيران هي اللغة الفارسية. ويجب أن تكون الوثائق والمراسلات والنصوص الرسمية والكتب المدرسية بهذه اللغة والكتابة، ولكن استخدام اللغات المحلية والعرقية في الصحافة ووسائل الإعلام الجماهيري وتدريس أدبهم في المدارس مجاني، إلى جانب اللغة الفارسية». ووصف تطبيق هذا المبدأ بأنه عائق أمام تقديم الأعذار للانفصاليين والمنشقين. كما يدعم بزشكيان تدريس اللغة الأذرية في المدارس الإيرانية.

## حياته الشخصية
تزوج بزشكيان من فاطمة مجيدي طبيبة نسائية، ولديه ثلاثة أولاد وبنت. وفي عام 1993، توفيت زوجته وأحد أبنائه في حادث سيارة. ولم يتزوج مرة أخرى مفضلاً الإشراف بنفسه على تربية ولديه وابنته المتبقيين. كان لديه ثلاثة أحفاد حتى عام 2015.
حصلت ابنته زهرة بزشكيان على درجة الماجستير في الكيمياء من جامعة شريف للتكنولوجيا، وكانت تعمل في شركة جام للبتروكيماويات قبل وصول حكومة روحاني إلى السلطة.
بزشكيان من مشجعي نادي تبريز تراكتور لكرة القدم. وبالإضافة إلى اللغة الفارسية، فهو يتقن اللغات التركية والأذربيجانية والكردية والعربية والإنجليزية.

## الحياة العامة
تعتبر المصادر أن عائلته بعيدة عن السياسة وأن له سجلاً واضحاً في الأمور الاقتصادية. لكن خصومه السياسيين مثل علي رضا زاكاني اتهموه بالدفاع عن الأشخاص المتورطين في الفساد.